# Aszgat járás (Szühebátor)
Aszgat járás (mongol nyelven: Асгат сум) Mongólia Szühebátor tartományának egyik járása. Területe 7198 km². Népessége kb. 2300 fő.
Székhelye, Ulándel (Улаандэл) 45 km-re fekszik Barún-Urt tartományi székhelytől.